# Eupromus nigrovittatus
Eupromus nigrovittatus là một loài bọ cánh cứng trong họ Cerambycidae.